# Tonkinacris sinensis
Tonkinacris sinensis är en insektsart som beskrevs av Chang, K.S.F. 1937. Tonkinacris sinensis ingår i släktet Tonkinacris och familjen gräshoppor. Inga underarter finns listade i Catalogue of Life.